# Crissey (Jura)
Crissey ist eine französische Gemeinde mit 685 Einwohnern (Stand 1. Januar 2022) im Département Jura in der Region Bourgogne-Franche-Comté. Sie gehört zum Arrondissement Dole und zum Kanton Dole-2.

## Geografie
Crissey wird vom Fluss Doubs im Nordwesten tangiert. Die Nachbargemeinden sind Dole im Norden, Villette-lès-Dole im Südosten, Parcey im Süden, Gevry im Südwesten und Choisey im Westen.

## Bevölkerungsentwicklung
| Jahr                       | 1962 | 1968 | 1975 | 1982 | 1990 | 1999 | 2008 | 2018 |
| -------------------------- | ---- | ---- | ---- | ---- | ---- | ---- | ---- | ---- |
| Einwohner                  | 332  | 363  | 384  | 518  | 572  | 593  | 655  | 666  |
| Quellen: Cassini und INSEE |      |      |      |      |      |      |      |      |

## Sehenswürdigkeiten
- Kirche Saint-Laurent aus dem 18. Jahrhundert
- Schloss aus dem 19. Jahrhundert
- Pont de la Raye des Moutelles, eine Brücke aus dem 18. Jahrhundert, Monument historique